# 1361년

## 연호
- 원(元) 지정(至正) 21년
- 일본(日本) 남조(南朝) 쇼헤이(正平) 16년
- 일본(日本) 북조(北朝) 엔분(延文) 6년 / 고안(康安) 원년
- 쩐 왕조(陳朝) 다이찌(大治) 4년

## 기년
- 원(元) 혜종(惠宗) 29년
- 고려(高麗) 공민왕(恭愍王) 10년
- 쩐 왕조(陳朝) 유종(裕宗) 21년

## 사건
- 11월 24일 - 홍건적, 개경 침입